# Coul Point
Coul Point är en udde i Storbritannien.   Den ligger i riksdelen Skottland, i den västra delen av landet, 600 km nordväst om huvudstaden London.
Terrängen inåt land är platt. Havet är nära Coul Point västerut.  Trakten runt Coul Point är nära nog obefolkad, med mindre än två invånare per kvadratkilometer.